# Silene birandiana
Silene birandiana är en nejlikväxtart som beskrevs av Ekim. Silene birandiana ingår i släktet glimmar, och familjen nejlikväxter. Inga underarter finns listade i Catalogue of Life.